# 세계 자폐인의 날
세계 자폐인의 날(世界自閉人 - ) 또는 세계 자폐 인식의 날(영어: World Autism Awareness Day)은 매년 4월 2일에 전 세계에서 자폐 장애 인식 개선을 촉구하도록 지정된 국제 기념일이다. 2007년 유엔 총회의 만장일치 결의로 선언되었다. 자폐는 성별, 인종, 사회적이고 경제적인 지위에 상관없이 3세 이전에 발생하는 평생 발달 장애이다. 현재 전 세계 자폐성 장애를 가진 사람이 높아지고 있으며, 이 장애는 특히 개발도상국의) 많은 어린이들과 그 가족들, 공동체, 사회에 엄청난 영향을 미친다. 이 날은 자폐인들의 삶을 보다 개선하는 데에 도움이 필요하다는 것을 강조하고, 이를 통해 자폐인들이 완전하고 의미 있는 삶을 영위할 수 있도록 하기 위해 제정되었다.
이날은 전세계적으로 랜드마크가 되는 장소에서 자폐 장애에 대한 관심과 이해를 촉구하는 파란색 조명을 밝히는 ‘블루라이트 글로벌 캠페인(Light it up blue)’ 캠페인을 진행한다..
대한민국에서는 한국자폐인사랑협회가 보건복지부와 함께 매년 기념식을 개최하고 있다.
한국자폐인사랑협회는 매년 4월 2일 세계자폐인의 날 기념식 및 행사를 진행하고 있으며 공식 홈페이지는 autismday.kr 을 개설하여 다채로운 행사를 운영하고 있다.

## 같이 보기
- 블루라이트 글로벌 캠페인  - 세계 자폐인의 날을 맞이하여 매년 4월 2일에 세계적으로 유명한 건축물에 자폐 인식 색깔인 블루를 활용하여 불을 켜는 행사를 진행한다
- 자폐인 긍지의 날 - 자폐 권리 운동에 동의하는 자폐당사자들은 자폐인의 날 대신 6월 18일을 기념하고 있다